# Adenomera lutzi
Adenomera lutzi е вид жаба от семейство Жаби свирци (Leptodactylidae).

## Разпространение
Видът е разпространен в Гвиана.